# Mongolengimpel
Der Mongolengimpel (Bucanetes mongolicus) ist eine Finkenart, die Wüsten und Halbwüsten vom Osten der Türkei bis Zentralasien bewohnt. Er ist mit dem Wüstengimpel (Bucanetes githagineus) verwandt und wurde früher bisweilen auch als Unterart desselben geführt.

## Beschreibung

### Aussehen

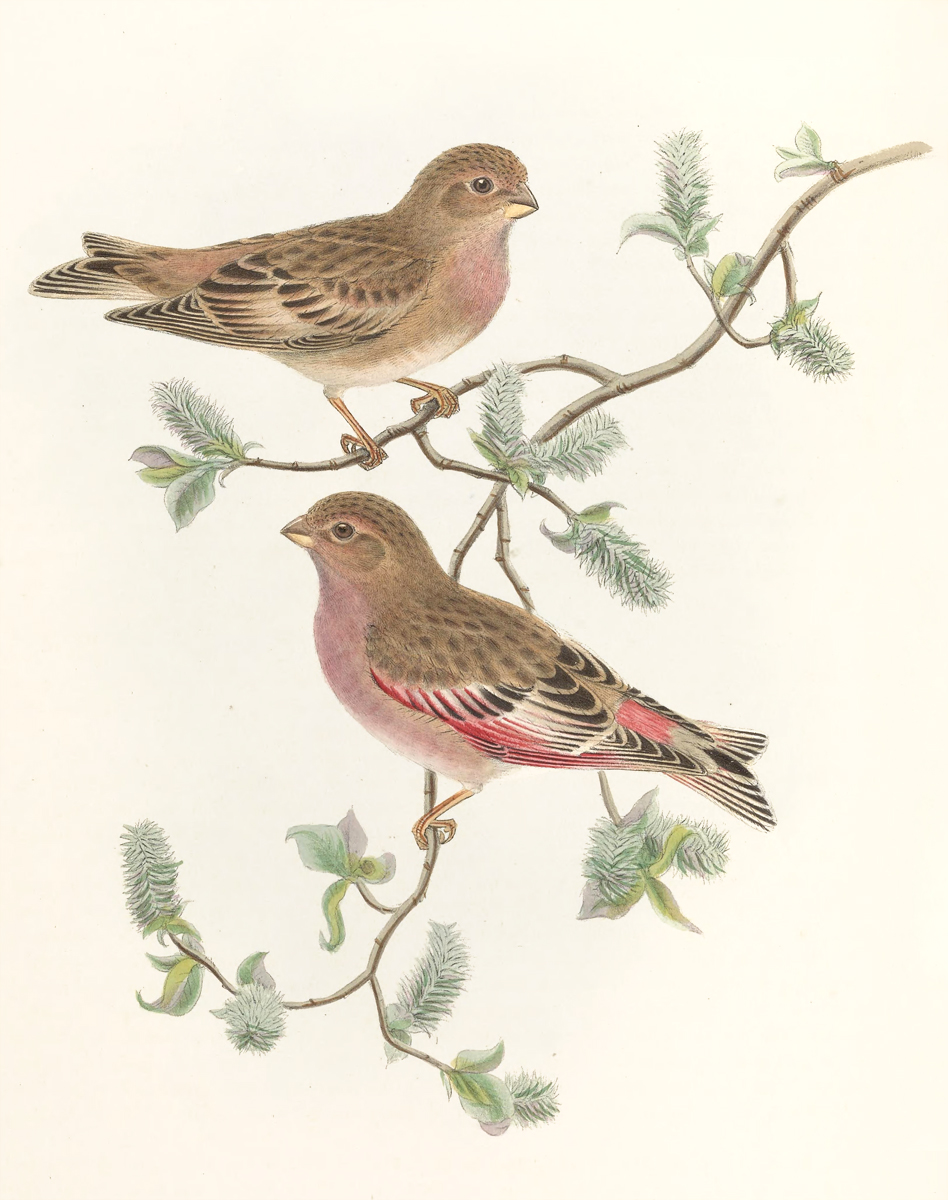
Paar des Mongolengimpels (Bucanetes mongolicus),
Kolorierte Lithografie nach John Gould, nach 1850

Der Mongolengimpel ist dem Wüstengimpel sehr ähnlich und wie dieser mit 11,5–13 cm Länge etwas kleiner als ein Hänfling. Der Schnabel ist etwas feiner und weniger hoch sowie hell gelblich bis graubraun gefärbt. Die Oberseite ist sandbraun und (im Unterschied zum Wüstengimpel) schwach streifig. Diese Färbung setzt sich beim Jugendkleid etwas heller bis auf die Unterseite fort und geht in einem leichten Übergang in das helle Cremeweiß des Unterbauchs und der Unterschwanzdecken über. Etwas heller cremefarben sind auch die Kehle und die Halsseiten. Beim Altvogel zeigt sich darüber hinaus ein mehr oder weniger kräftiges Rosa, das vom Gesicht, wo es den Bereich über dem Auge und die vorderen Wangen bedeckt, über Kehle, Brust und Flanken reicht, wo es sich teils mit der sandfarbenen Grundfärbung durchmischt. Arm- und Handschwingen sind am Ende dunkel mit hellen Säumen. An der Basis zeigen die Handschwingen deutliche rosa Säume, die Armschwingen sind an der Basis breit weiß gesäumt und bilden ein helles Feld. Die großen Armdecken sind auf dunklem Grund rosa gesäumt und an der Basis weiß. Die weißen Basen von Armschwingen und -decken bilden sowohl beim sitzenden als auch beim fliegenden Vogel zwei deutliche weiße Bänder beziehungsweise Felder. Die Handdecken sind dunkel, die mittleren Armdecken sandfarben und rosa gesäumt. Die Flügelzeichnung ist bei Männchen meist ausgeprägter als bei den Weibchen. Im Jugendkleid sind die Flügel überwiegend ocker- bis dunkelbraun mit helleren Säumen der großen und mittleren Armdecken.

### Stimme
Auch wenn der englische Name Mongolian Trumpeter Finch dies vermuten lässt, ist die Stimme des Mongolengimpels nicht wie die des Wüstengimpels durch trompetende Laute gekennzeichnet. Der Flugruf ist ein ansteigendes „tü-wüit“, das manchmal auch einsilbiger klingen kann. Der Gesang ist eine kurze, melodische Strophe, die langsam wiederholt wird.

### Verhalten
Wie der Wüstengimpel ist der Mongolengimpel oft in kleinen Trupps anzutreffen. Er zeigt wenig Scheu vor dem Menschen.

## Verbreitung und Bestand

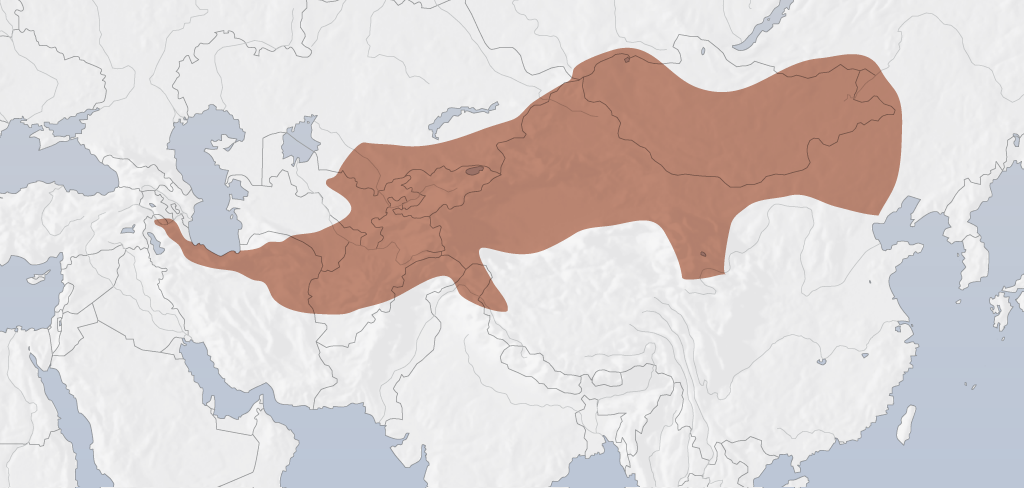
Brutverbreitung des Mongolengimpels

Die für Zentralasien typische Art brütet in einem Gürtel zwischen 40–50° und 30–35° N. Im Westen gibt es bereits einzelnes Vorkommen in der östlichen Türkei, die geschlossene Verbreitung beginnt in Transkaukasien und im Elburs-Gebirge. Sie erstreckt sich über große Teile Kasachstans und die zentralasiatischen ehemaligen Sowjetrepubliken bis in das westliche China. Im Süden reicht sie bis in den Nord- und Ost-Iran, Afghanistan und die nördlichsten Teile Indiens und Pakistans, im Nordosten bis nach Südsibirien, in die Mongolei und das nordwestliche China. Da die Art vornehmlich für den Menschen kaum nutzbare Lebensräume bewohnt, ist sie nicht bedroht.

## Systematik
Der Mongolengimpel ist mit dem Wüstengimpel (Bucanetes githagineus) verwandt, ist aber entgegen früheren Annahmen keine Unterart desselben. In der Gegend von Naxçıvan in Aserbaidschan brütet er sympatrisch zusammen mit dem Wüstengimpel, ohne sich mit ihm zu vermischen.
Der britische Ornithologe Guy M. Kirwan schlug 2005 (s. Literatur) eine Teilung der Gattung Bucanetes und eine neue Gattung Eremopsaltria für den Mongolengimpel vor. Er begründete dies damit, dass die vier „Steingimpel“-Arten Wüstengimpel, Mongolengimpel (Bucanetes mongolicus), Weiß- (Rhodospiza obsoleta) und Rotflügelgimpel (Rhodopechys sanguinea), die früher auch oft in der Gattung Rhodopechys vereint wurden, zwar miteinander verwandt seien, der Verwandtschaftsgrad aber am besten durch vier monotypische Gattungen wiedergegeben würde. 2012 wurde diese Ansicht aber aufgrund von genetischen Vergleichsuntersuchungen widerlegt.

## Lebensraum

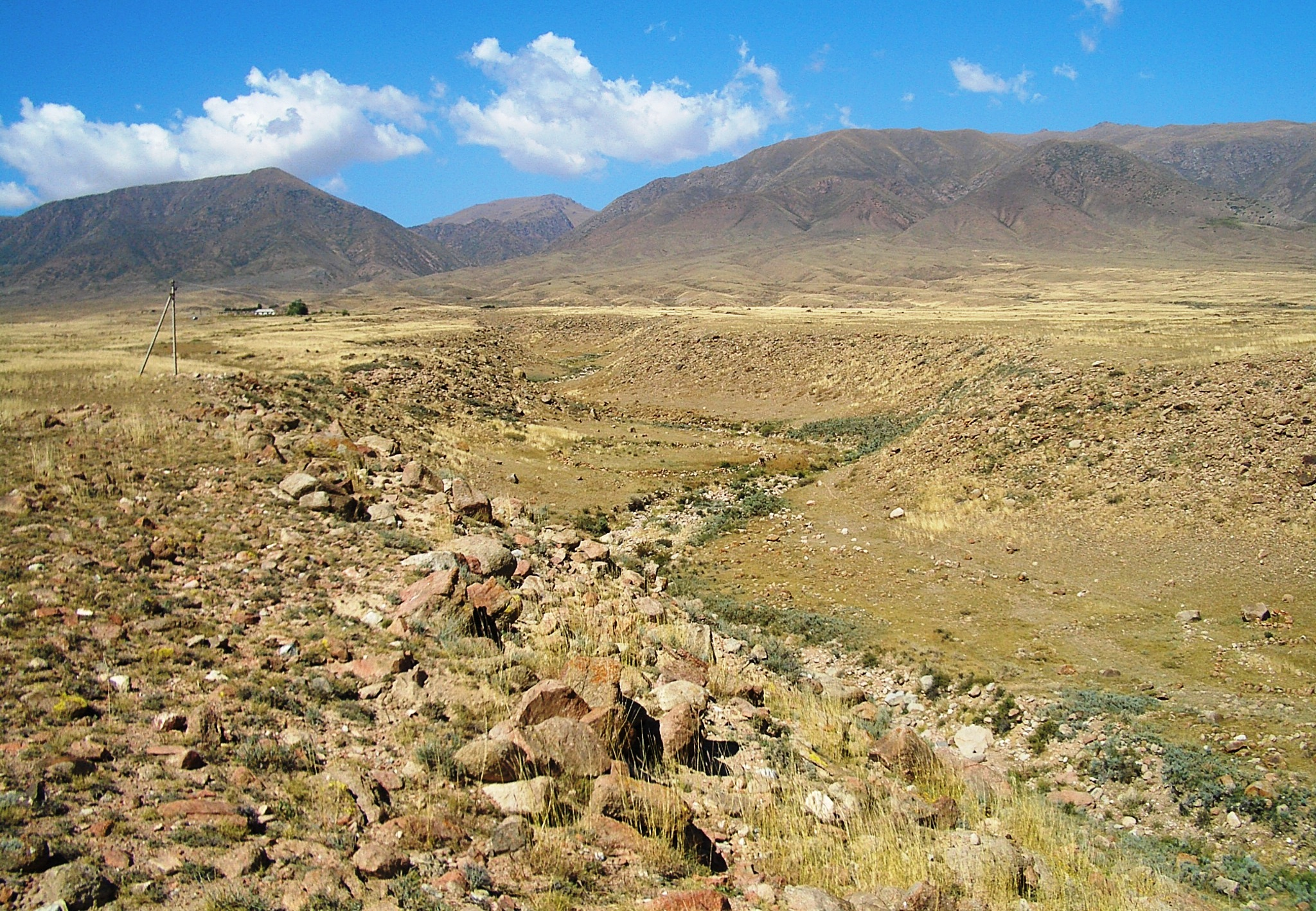
Lebensraum des Mongolengimpels in Kirgisistan

Der Mongolengimpel besiedelt Wüsten, Halbwüsten und Gebirgslandschaften in Zentralasien. Er kommt – wie beispielsweise in der Kysylkum – in Sandwüsten, in trockenen Hügellandschaften oder in der alpinen Zone vor. Er brütet meist in steinigen Habitaten, beispielsweise an verstreuten Felsen in der Steppe, in trockenen Flusstälern oder an lehmigen und steinigen Böschungen. Die Höhenverbreitung reicht etwa von 400 bis 4600 m. Der Mongolengimpel ist vorwiegend Jahresvogel, lediglich aus größeren Höhenlagen wandert er im Winter ab.